# Tritonal
Tritonal là loại thuốc nổ được tạo thành từ hỗn hợp của 80% TNT và 20% bột nhôm, được sử dụng trong một vài loại vật nổ như bom thường là các loại bom công dụng chung như MK- 81, MK-82, MK-84, M-117 hay các loại bom có vỏ nhẹ. Bột nhôm làm tăng uy lực nổ của TNT. Tritonal có uy lực nổ mạnh hơn 18% so với TNT.